# Джаганнатха
Джаганна́тха (санскр. जगन्नाथ, IAST: Jagannātha, «владыка вселенной») — божество, культ которого наиболее распространён в индийском штате Орисса. В вайшнавизме Джаганнатха почитается как одна из форм Вишну-Кришны, в шиваизме — как один из аспектов Шивы, Бхайрава; в джайнизме — как один из тиртханкаров, Джинапатх.
Джаганнатхе поклоняются вместе с его братом Баларамой и сестрой Субхадрой в форме статуй из дерева. Центром культа Джаганнатхи является храм в г. Пури в Ориссе, где раз в год в ходе праздника Ратха-ятра статуи божеств вывозят на улицу в больших разукрашенных колесницах. Этот праздник также празднуется во многих других городах Индии и за её пределами. По мнению учёных, г. Пури был некогда центром автохтонного культа, слившегося позже с культом Кришны, принявшего при этом имя местного божества — Джаганнатхи.

## История Джаганнатхи вСканда-пуране

### Царь Индрадьюмна и Видьяпати
Праведный царь Индрадьюмна был преданным поклонником Вишну. Несмотря на всё богатство и славу, которыми он обладал, царь был неудовлетворён — он стремился к высшему совершенству жизни — увидеть Бога лицом к лицу. Однажды у царя при дворе появился странствующий вайшнав и поведал ему о Нила-Мадхаве — мурти Вишну необыкновенной красоты. Рассказ странника произвёл на царя сильное впечатление и захотев во что бы то ни стало получить даршан Нила-Мадхавы, он приказал найти его и разослал с этой целью брахманов по всей Индии. Однако поиски оказались напрасными, и брахманы ни с чем вернулись в столицу — все, кроме одного брахмана по имени Видьяпати. Посетив множество святых мест, Видьяпати вступил на землю племени шабаров, которая располагалась на берегу океана в районе современного города Пури, штата Орисса. Он нашёл себе пристанище в доме предводителя шабаров по имени Вишвавасу, у которого была дочь необыкновенной красоты по имени Лалита. Видьяпати влюбился в Лалиту и вскорости, получив разрешение и благословение её отца, женился на ней.

### Видьяпати получает даршан Нилы-Мадхавы
Живя в доме шабара, Видьяпати заметил одну странность в его поведении. Каждую ночь Вишвавасу уходил куда-то и на следующий день около полудня возвращался, благоухая камфарой, мускусом и сандалом. Видьяпати стал расспрашивать жену, и она рассказала, что отец ходит поклоняться мурти Нила-Мадхавы, о существовании которого кроме неё и Вишвавасу никто не знает. Отец запретил Лалите кому бы то ни было раскрывать эту тайну, но по настоянию мужа она была вынуждена нарушить этот запрет. Радость Видьяпати не знала границ, он тут же загорелся желанием увидеть Нила-Мадхаву и попросил Лалиту уговорить отца и позволить ему получить даршан Нила-Мадхавы. После долгих уговоров Вишвавасу согласился при условии, что его зять пойдёт с завязанными глазами и никогда в будущем не будет предпринимать попыток отыскать месторасположение Нила-Мадхавы. Когда они уже готовы были отправиться в путь, Лалита тайком запрятала мужу в кайму одежды горсть горчичных зёрен. Всю дорогу Видьяпати незаметно бросал зёрна. Когда они, наконец, пришли к Нила-Мадхаве, шабар снял повязку с глаз Видьяпати. Увидев несравненную красоту Нила-Мадхавы, Видьяпати начал танцевать в экстазе и возносить восторженные молитвы. Когда он немного успокоился, шабар оставил его около божества, а сам ушёл собирать съедобные коренья и цветы для того, чтобы потом предложить их Нила-Мадхаве.

### Строительство храма Джаганнатха
Пока шабара не было, Видьяпати стал свидетелем удивительного события. Спящая ворона упала с ветки в близлежащее озеро и утонула. В тот же миг она приняла четырёхрукий облик, присущий обитателям Вайкунтхи, и вознеслась в духовный мир. Увидев это, Видьяпати забрался на дерево и уже собирался было вслед за удачливой вороной прыгнуть в озеро, дабы тоже обрести освобождение, как вдруг услышал голос с небес, который повелел ему перед тем как умереть, рассказать о местонахождении Нила-Мадхавы царю Индрадьюмне. Вскоре вернулся шабар, неся в руках лесные цветы и коренья, и приступил к своей ежедневной пудже. Неожиданно Нила-Мадхава заговорил: «Я столько лет принимал от тебя лесные цветы и коренья, мне они уже надоели, теперь я хочу, чтобы мне оказывал самое пышное служение мой великий преданный, — царь Индрадьюмна!» Эти слова огорчили Вишвавасу и он подумал, что теперь он лишится возможности служить Нила-Мадхаве. В порыве отчаяния он решил связать Видьяпати и не отпускать его из своего дома, дабы тот не смог вернуться к царю Индрадьюмне и поведать ему о местоположении Нила-Мадхавы. Однако через некоторое время, уступив просьбам Лалиты, он освободил Видьяпати и позволил ему уйти.
Видьяпати вернулся к Индрадьюмне и рассказал о своём открытии. В великой радости царь собрал войско и отправился в страну шабаров, надеясь наконец-то получить даршан Нила-Мадхавы. К тому времени горчичные зёрна, когда-то разбросанные Видьяпати, проросли и расцвели ярким жёлтым цветом, указывая путь царю и его свите. Однако придя на место, они не обнаружили там Нила-Мадхавы. Огорчённый Индрадьюмна осадил селение шабаров и пленил Вишвавасу, но затем услышал глас с небес, который повелел ему освободить шабара, построить на вершине холма Нилачала храм и установить там деревянное мурти Дару-Брахмана. Глас также сообщил царю, что никому более не суждено увидеть Нила-Мадхаву.
Описывается, что святая обитель Пурушоттама-кшетра имеет форму раковины, и у основания раковины царь заложил город Пури и построил там храм. Великолепный храм уходил в землю на шесть локтей и возвышался над землей на сто двадцать локтей. Верхушку храма венчала круглая остроконечная башенка, на которой была установлена чакра. Царь отделал храм золотом и, когда всё было готово, отправился в  Брахма-локу с целью пригласить Брахму освятить храм. Из-за того, что время на Брахма-локе течёт иначе, чем в обычном мире — каждое мгновение там равно шести земным месяцам, Индрадьюмна вернулся на землю, когда прошло много лет, храм, стоявший недалеко от океана, занесло прибрежным песком, на престоле сменилось несколько царей. Царствовавший на тот момент Гала-Мадхава, обнаружил погребённый под песком храм и заявил, что это он построил храм. Спор между двумя царями помог разрешить говорящий ворон Бхусанди, который несколько веков жил неподалёку от храма на старом баньяновом дереве, постоянно занимаясь воспеванием имени Рамы. Из своего гнезда в ветвях баньянового дерева он наблюдал за строительством храма и подтвердил, что его построил царь Индрадьюмна.
Индрадьюмна вознёс молитвы Брахме и попросил освятить храм и окружавшие его земли, после чего Брахма поместил на верхушку храма флаг и провозгласил, что в будущем всякий, кто издали увидит этот флаг и в почтении падёт ниц, непременно обретёт мокшу.

### История изваяния мурти Джаганнатха
Через некоторое время царя Индрадьюмну охватило уныние от разлуки с Нила-Мадхавой. Решив, что жизнь его прожита напрасно, он лёг на ложе из травы куша с твёрдым намерением умереть и пролежал несколько дней, после чего ему во сне явился Джаганнатха, который сообщил, что царь может найти его в море около местечка Банкимухан в форме Дару-Брахмана, — бревна калпа-врикши — древа желаний из духовного мира. Индрадьюмна в сопровождении своих воинов отправился в указанное место и увидел на берегу моря бревно, отмеченное знаками раковины, диска, палицы и лотоса. Несмотря на все попытки, множество людей и слонов не смогли сдвинуть с места это бревно, но внезапно появился старик из племени шабаров, который с лёгкостью перенёс его в нужное место. В ту же ночь во сне Джаганнатха сообщил царю, что в прошлой жизни этот старик был Вишвавасой, много лет служившим Нила-Мадхаве.
Чтобы вырезать из Дару-Брахмана мурти Джаганнатхи, царь созвал множество искусных скульпторов, но никто из них не мог даже прикоснуться к Дару-Брахману. При первой же попытке резцы их ломались и рассыпались на мелкие кусочки. Царь был крайне озадачен и не знал, что делать, но вскоре к нему под видом старика явился архитектор с небесных планет Вишвакарма, который сообщил, что никто из простых смертных не сможет изваять мурти. Тогда Индрадьюмна попросил Вишвакарму самого выполнить эту работу, на что тот согласился с одним условием — он будет работать за закрытыми дверями в течение двадцати одного дня, и пока он не закончит свою работу, никто не должен видеть мурти. Царь согласился на поставленные условия и немедленно сделал все необходимые приготовления. По указанию Вишвакармы остальные умельцы занялись строительством трёх колесниц, а сам он принёс Дару-Брахмана в храм и запер двери, заручившись обещанием, что никто не будет беспокоить его до истечения положенного срока.
По прошествии четырнадцати дней жену царя по имени Гундича охватило беспокойство по причине того, что из мастерской Вишвакармы уже много часов подряд не раздавалось ни единого звука. Она убедила царя в том, что со стариком-скульптором что-то случилось. По настоянию жены царь приоткрыл дверь мастерской Вишвакармы и, к своему ужасу обнаружил, что старый скульптор исчез, а вместо Дару-Брахмана в мастерской стоят три незаконченные мурти: Джаганнатха, Баладева и Субхадра. Осознав все последствия неисполнения своего обещания, царь решил поститься до смерти. Но по прошествии некоторого времени ему во сне явился Джаганнатха и сказал: «Я вечно нахожусь в Нилачале, на берегу океана, в форме Джаганнатхи. У меня нет материальных рук и ног, но своими духовными чувствами я принимаю всё, что предлагают мне мои преданные. Ты нарушил своё обещание, но это было частью моего плана, который состоял в том, чтобы проявиться в облике Джаганнатхи для того, чтобы все люди в Кали-югу поклонялись мне в этой форме».
Услышав слова Джаганнатхи, царь вознёс молитву, в которой попросил Джаганнатху сделать так, чтобы потомки скульптора могли из века в век принимать участие в постройке трёх колесниц Ратха-ятры, и чтобы потомки Вишвавасу, служившего ему как Нила-Мадхаве, из поколения в поколение готовили для Джаганнатха пищу в храме. После того, как Джаганнатха согласился удовлетворить эти две просьбы царя, Индрадьюмна попросил ещё одно благословение, — чтобы двери храма закрывались только на три часа в день, а в остальное время принимали паломников, дабы все обитатели вселенной могли получить даршан Джаганнатхи.
Считается, что Джаганнатха, Субхадра и Баладева появились в этом материальном мире, чтобы даровать всем живым существам мокшу. В «Нарада-пуране» об этом говорится следующее:
В этой высочайшей обители пребывает мурти Кешава, форму которому придал Сам Господь. Если люди просто увидят это мурти Бога, им откроются врата в обитель Верховного Господа.

### Кришна в Двараке
Однажды перед царем Индрадьюмной появился Нарада. Нарада рассказал Индрадьюмне, как ему посчастливилось увидеть Кришну в этом удивительном облике — без рук и без ног, с огромными круглыми глазами и широкой улыбкой. Он узрел эту форму во время посещения дворца Кришны в Двараке, в котором тот обитал вместе со своими жёнами. Однажды, жёны Кришны начали обсуждать между собой беспричинную любовь, которую гопи Вриндавана испытывали к Кришне. Не желая, чтобы их кто-то подслушал, они поставили на стражу перед дверью своих покоев сестру Кришны Субхадру. По прошествии какого-то времени, слушая беседу цариц, Субхадра настолько увлеклась, что не заметила как брат Кришны Баларама, а потом и сам Кришна, подошли и тоже начали слушать повествования цариц. Чувствуя разлуку со своими любимыми преданными во Вриндаване, Кришна впал в экстаз, его волосы встали дыбом, его руки и ноги вошли в тело, его глаза округлились и увеличились в размерах — он принял форму Джаганнатхи. В духовном обмене эмоциями, Баларама и Субхадра также начали испытывать экстатические чувства, и приняли подобный Джаганнатхе облик Баладевы и Субхадры.
После рассказа Нарады Муни привязанность царя Индрадьюмны к Джаганнатхе стала ещё сильнее. Царь понял, что необычный облик Джаганнатхи, Баладевы и Субхадры не случаен: Бог проявил его, потому что царь переживал сильнейшее чувство разлуки с Ним, а также потому, что Сам чувствовал такую же острую разлуку с царем. До конца своих дней Индрадьюмна с любовью в сердце служил Джаганнатхе.
Мурти, сделанное из бревна, выловленного в океане, упоминается как «Пурушоттама» в «Ригведе» — самом раннем памятнике ведийской литературы.

## Имена Джаганнатхи
1. Чакахи — Тот, у кого круглые глаза.
2. Чакадола — Тот, у кого круглые глаза без век (Символизирует то, что Господь очень активен и неусыпен).
3. Чаканаяна — Тот, у кого круглые глаза.
4. Дарубрахмам — Деревянное божество, внутри которого покоится высшая душа.
5. Девадхидева — Бог богов.
6. Джагадиш — Повелитель вселенной.
7. Джагатадхиша — Повелитель вселенной.
8. Джаганнатх — Повелитель вселенной.
9. Кала Тхакура — Господь чёрного цвета.
10. Махаабааху — Тот, у кого крупные ладони (Символизирует то, что Господь всем помогает).
11. Ниладривихари — Ниламадхава (Джаганнатху служил как Ниламадхаве вождь племени аборигенов).
12. Нилачалиа — Тот, кто живёт в Нилачала.
13. Падмалочана — Лотосоокий.
14. Патитапавана — Тот, кто благословляет всю вселенную.
15. Пурушоттама — Высшая личность.
16. Раджадхирадж — Царь царей.

## Галерея
- Джаганнатх (справа) Балабхадра (слева) и Субхадра (в центре)
- Маленький алтарь с мурти Джаганнатхи, Баладевы и Субхадры